# Ōchidani-jinja

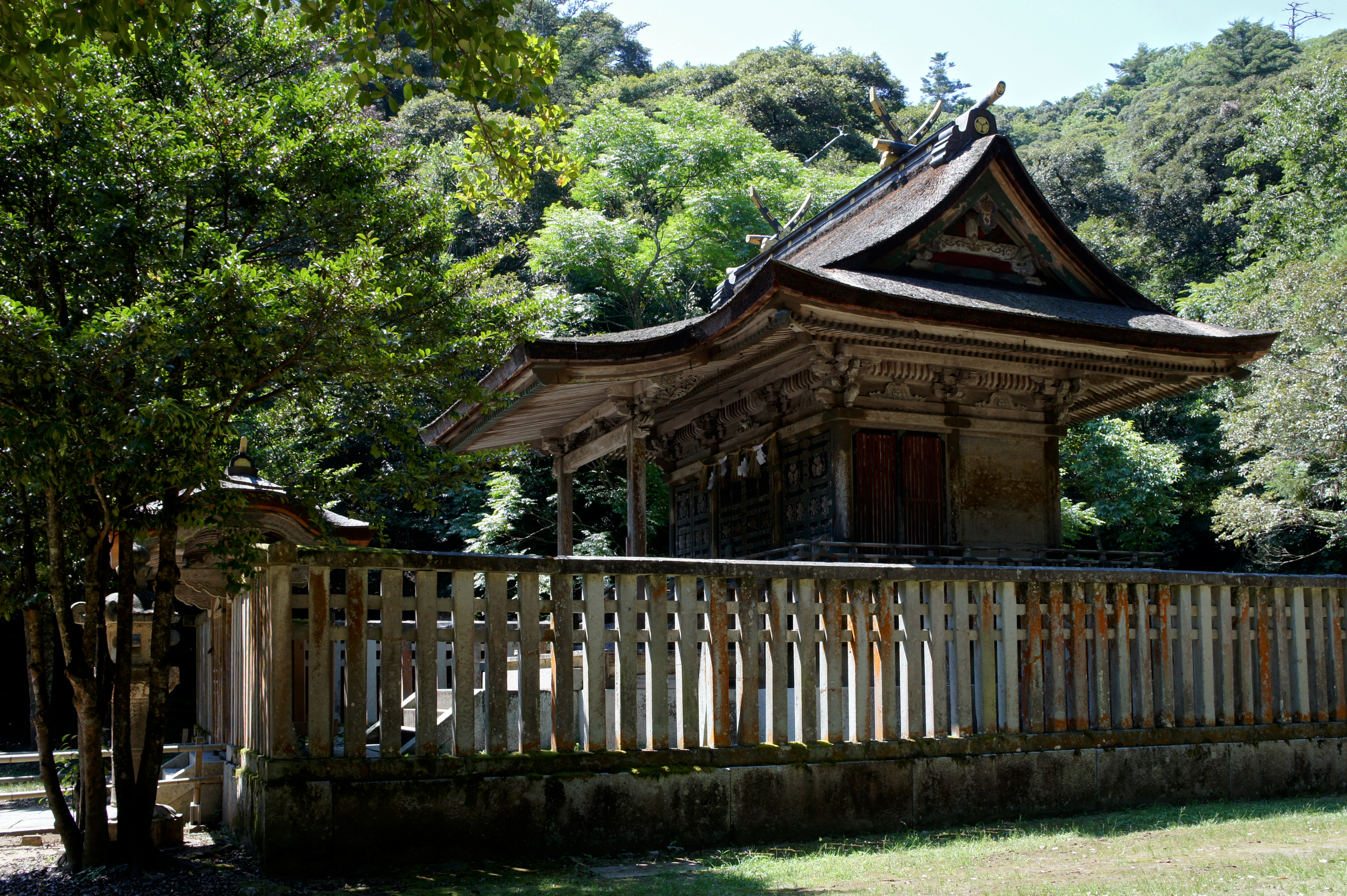
Honden du Ōchidani-jinja (1650), bien culturel important.

L'Ōchidani-jinja (樗谿神社) est un sanctuaire shinto situé à Tottori, préfecture de Tottori au Japon. Le karamon, le honden et le haiden/heiden, tous de 1650, sont désignés biens culturels importants,,,. Les environs sont occupés par un parc public.